# Мері Вайсс
Мері Вайсс (англ. Mary Weiss; 28 грудня 1948 — 19 січня 2024) — американська поп-вокалістка, найбільш відома як солістка гурту The Shangri-Las у 1960-х роках. Потім вона зникла з музичної сцени на десятиліття, повернувшись у 2007 році, щоб записати свій перший сольний альбом з Norton Records. Вайсс померла 19 січня 2024 року.